# My Way (Fetty Wap)
My Way è un singolo del rapper statunitense Fetty Wap, pubblicato nel 2015 ed estratto dall'album Fetty Wap.
Il brano è stato realizzato in featuring con Monty.

## Tracce
- Download digitale

1. My Way - 3:27